# Мишаков Олександр Семенович
Олександр Семенович Мишако́в (Мішаков; нар. 10 жовтня 1912 Маріуполь, Російська імперія  — 1993 Київ, Україна) — радянський і український спортсмен і спортивний тренер, майстер спорту зі спортивної гімнастики (1938), з гандболу (1936), заслужений майстер спорту СРСР (1954), заслужений тренер СРСР (1956). Учасник Другої світової війни.

## Освіта
Закінчив Державний інститут фізичної культури України (1935).

## Досягнення
Старший тренер збірної СРСР (1954–1976). Працював у ДСТ «Іскра» (Київ).
Його вихованці завоювали 18 золотих, 10 срібних, 12 бронзових Олімпійських медалей. Серед них 9-разова Олімпійська чемпіонка Лариса Латиніна, 7-разовий Олімпійський чемпіон Борис Шахлін, Раїса Борисова — чемпіонка світу (1958 р.) у командній першості
Багато років працював у спортивному залі по вулиці Василя Іваниса, 4.
Внесений до Книги рекордів Гіннесса як один із найкращих тренерів світу XX століття (2001).

## Відзнаки
Нагороджений орденами Трудового Червоного Прапора, «Знак Пошани», медаллю "За перемогу над Німеччиною у ВВВ (1941–1945 рр.) «Відмінник народної освіти»
Цитати
«Олександр Семенович Мишаков  був тренером від Бога, з ходу розпізнавав якості, які необхідно було або розвивати, або гальмувати. Якщо ми з Ларисою починали з ним сперечатися, він дозволяв проявляти ініціативу. Усе вислуховував і тільки потім робив короткі зауваження, вносив деякі зміни».
Борис Шахлін, семиразовий олімпійський чемпіон 

Меморіальна дошка Олександру Мішакову на бульварі Тараса Шевченка, 2 у Києві